# Салвадор (аэропорт)
Международный аэропорт имени Луиса-Эдуарду-Магальяйнса (порт. Aeroporto Internacional de Salvador — Deputado Luís Eduardo Magalhães) также известен под названием Международный аэропорт 2 июля (Dois de Julho International Airport) в честь Дня независимости Баии. (Код ИАТА: SSA) — аэропорт Салвадора.
Управляется компанией Infraero.

## История
Аэропорт был основан в 1925 году и был полностью восстановлен в 1941 году авиакомпанией Panair do Brasil. Его старым названием было Санто Амаро, ду Ипитанга (Santo Amaro do Ipitanga). В 1955 году аэропорт изменил своё название на Дуа де Жюло (Dois de julho), и, в 1998 году, на существующее название, хотя жители Салвадора в основном по прежнему называют его более старым названием Дуа де Жюло (2 июля), дата, которая означает день независимости Байа.
Аэропорт находится в 20 км к северу от центра города Салвадор. Занимает площадь более чем 6 миллионов квадратных метров между дюнами и растительностью. Дорожный маршрут в аэропорт уже стал одной из главных живописных достопримечательностей города. В 2008 году пассажирооборот аэропорта составил 6 042 307 пассажиров и 95 804 авиаперелётов, тем самым заняв 5-е место в списке самых загруженных аэропортов Бразилии.
Использование аэропорта росло в среднем 14 % в год и теперь ответственно больше чем за 30 % пассажирского движения на Северо-востоке Бразилии. Почти 35 тысяч человек ежедневно проходят через пассажирский терминал. В аэропорту трудятся более чем 16 тысяч человек, обслуживая ежедневно более чем 10 тысяч пассажиров, 250 взлётов и приземлений 100 внутренних рейсов и 16 международных.
Многие из этих рейсов — внутренние полёты внутри Бразилии, где аэропорт Салвадор служит главным пунктом передачи для полётов на и из меньших городов всюду по Северо-восточный регион Бразилии. У международного аэропорта Салвадор есть международное сообщение с Северной Америкой, Южной Америкой, Европой и Африкой.

## Авиалинии и направления

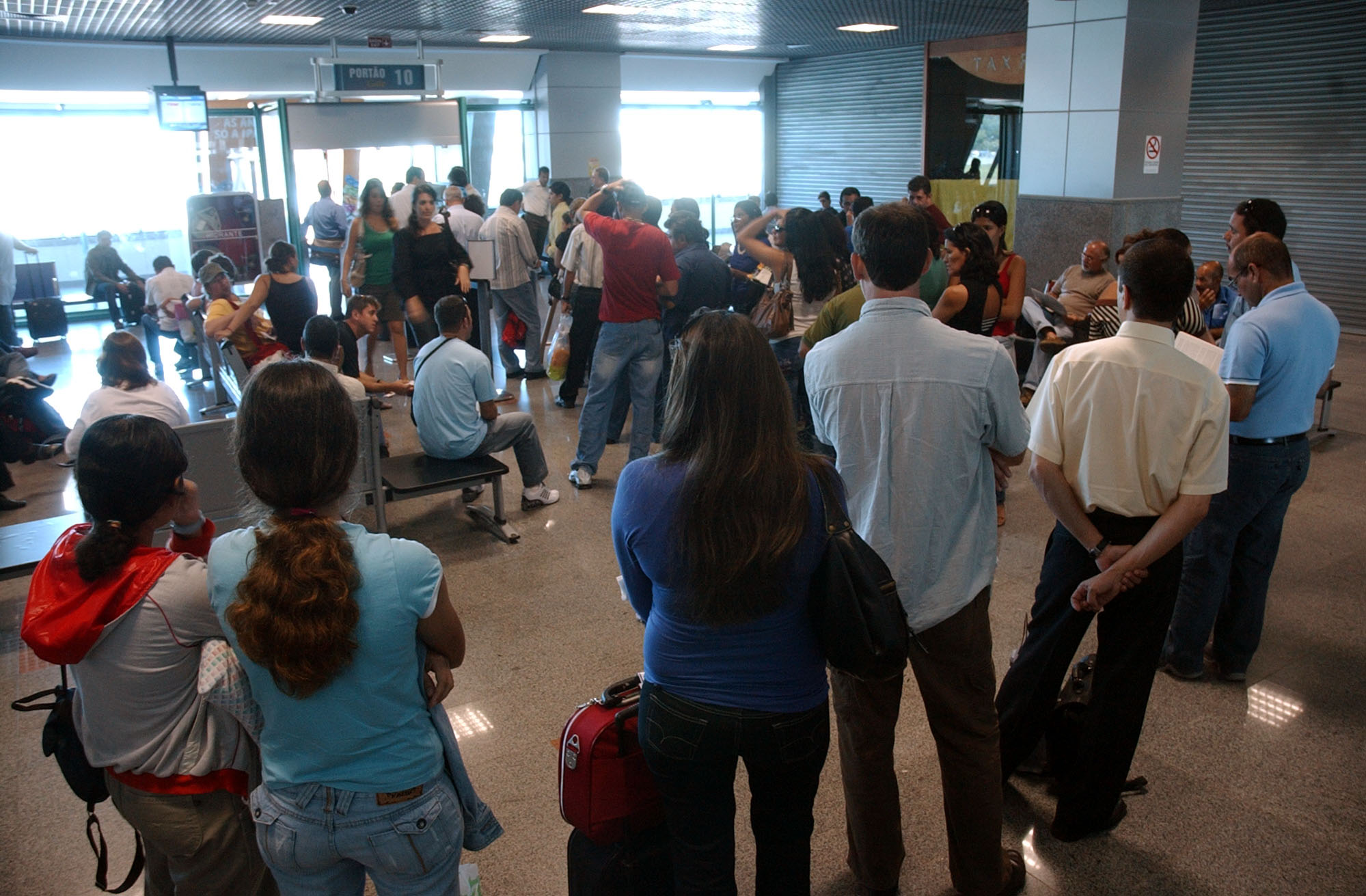
Аэропорт Салвадора

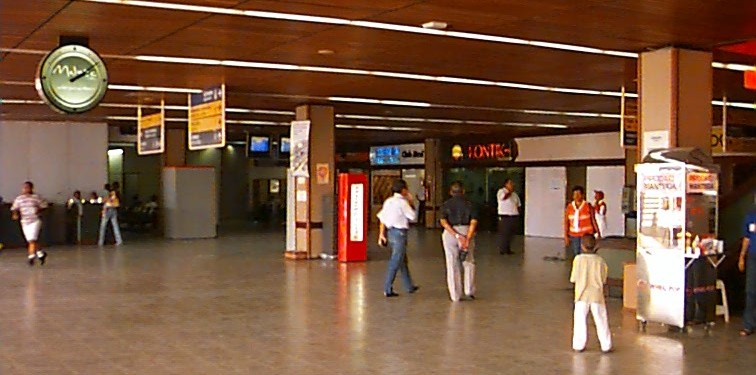
Вид аэропорта изнутри

### Внутренние рейсы
| Авиалинии      | Назначения |
| -------------- | --- |
| Abaeté         | Бон-Жезус-да-Лапа, Гуанамби. |
| Avianca Brasil | Бразилиа, Петролина, Ресифи, Сан-Паулу (Сан-Паулу/Гуарульос). |
| Azul           | Белу-Оризонти (Танкреду Невес), Кампинас, Кампу-Гранди, Куритиба, Гояния, Порту-Алегри, Рио-де-Жанейро (Сантос-Дюмон), Витория. |
| GOL            | Аракажу, Белен, Белу-Оризонти (Танкреду Невес), Бразилиа, Кампинас, Куяба, Форталеза, Ильеус, Жуан-Песоа, Масейо, Манаус, Натал, Порту-Сегуру, Кампина-Гранди, Порту-Алегри, Ресифи, Рио-де-Жанейро (Рио-де-Жанейро/Галеан и Сантос-Дюмон), Сантарен, Сан-Луис, Сан-Паулу (Конгоньяс/Сан-Паулу и Сан-Паулу/Гуарульос).                |
| Pantanal       | Бразилиа, Порту-Алегри, Рио-де-Жанейро (Рио-де-Жанейро/Галеан), Сан-Паулу (Конгоньяс/Сан-Паулу). |
| Passaredo      | Баррейрас, Бразилиа, Сан-Паулу (Сан-Паулу/Гуарульос), Рибейран-Прету, Витория-да-Конкиста. |
| TAM            | Аракажу, Белен, Белу-Оризонти (Танкреду Невес), Бразилиа, Кампинас, Куритиба, Флорианополис, Форталеза, Фос-ду-Игуасу, Ильеус, Жуан-Песоа, Масейо, Манаус, Натал, Порту-Алегри, Порту-Сегуру, Ресифи, Рио-де-Жанейро (Рио-де-Жанейро/Галеан, Сантарен, Сан-Луис, Сан-Паулу (Конгоньяс/Сан-Паулу и Сан-Паулу/Гуарульос), Уна, Витория. |
| TRIP           | Аракажу, Белен (зависит от одобрения ANAC (национальное агентство гражданской авиации)), Белу-Оризонти (Танкреду Невес) (зависит от одобрения ANAC), Фернанду-ди-Норонья, Ильеус, Ленсойс, Манаус (зависит от одобрения ANAC), Натал, Петролина, Ресифи, Витория, Витория-да-Конкиста.                                                |
| Webjet         | Белу-Оризонти (Танкреду Невес), Бразилиа, Куритиба, Форталеза, Порту-Алегри, Ресифи, Рибейран-Прету (зависит от одобрения ANAC), Рио-де-Жанейро (Рио-де-Жанейро/Галеан), Жуан-Песоа (ожидание разрешения), Сан-Паулу (Сан-Паулу/Гуарульос).                                                                                           |

### Регулярные международные рейсы
| Авиалинии             | Назначения                                                            |
| --------------------- | --------------------------------------------------------------------- |
| Aerolineas Argentinas | Буэнос-Айрес (Международный аэропорт Хорхе Ньюбери)                   |
| American Airlines     | Майами                                                                |
| Condor                | Франкфурт                                                             |
| TAM                   | Буэнос-Айрес (Международный аэропорт Эсейса имени министра Пистарини) |
| TAP Португалия        | Лиссабон                                                              |

### Сезонные международные рейсы (чартеры)
| Авиалинии           | Назначения              |
| ------------------- | ----------------------- |
| Andes Líneas Aéreas | Буэнос-Айрес (Эсейса)   |
| Neos Air            | Милан (Мальпенса).      |
| XL Airways          | Париж (с октября 2010). |

## Инциденты
- 21 сентября 1944 года: авиакомпания Panair do Brasil, регистрация PP-PBH двухмоторный самолёт Lockheed Model 18 Lodestar разбился вскоре после взлёта из Салвадора. Погибли все 17 человек, находившиеся на борту.